# 日本郵便輸送

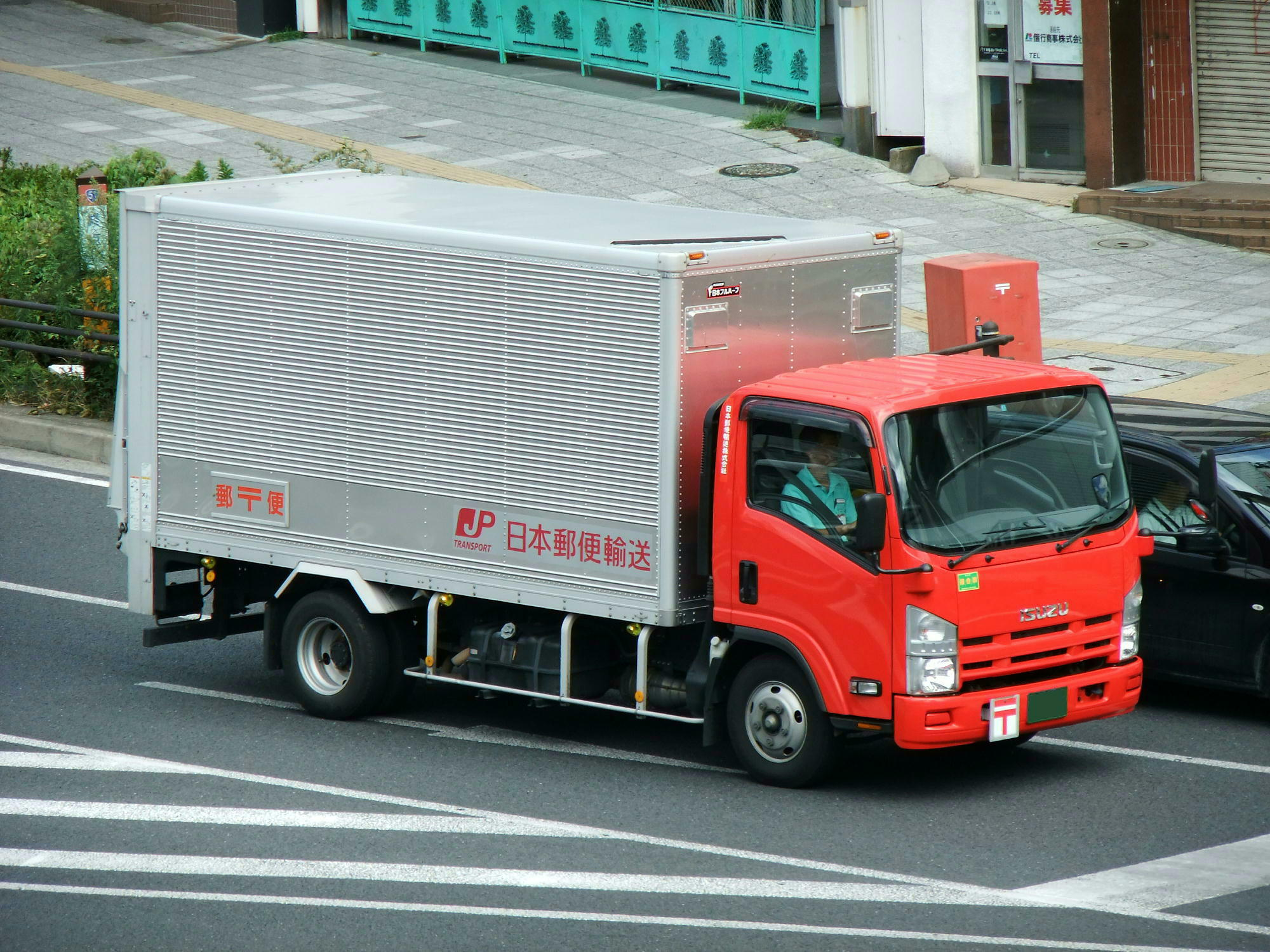
郵便車（2t車）

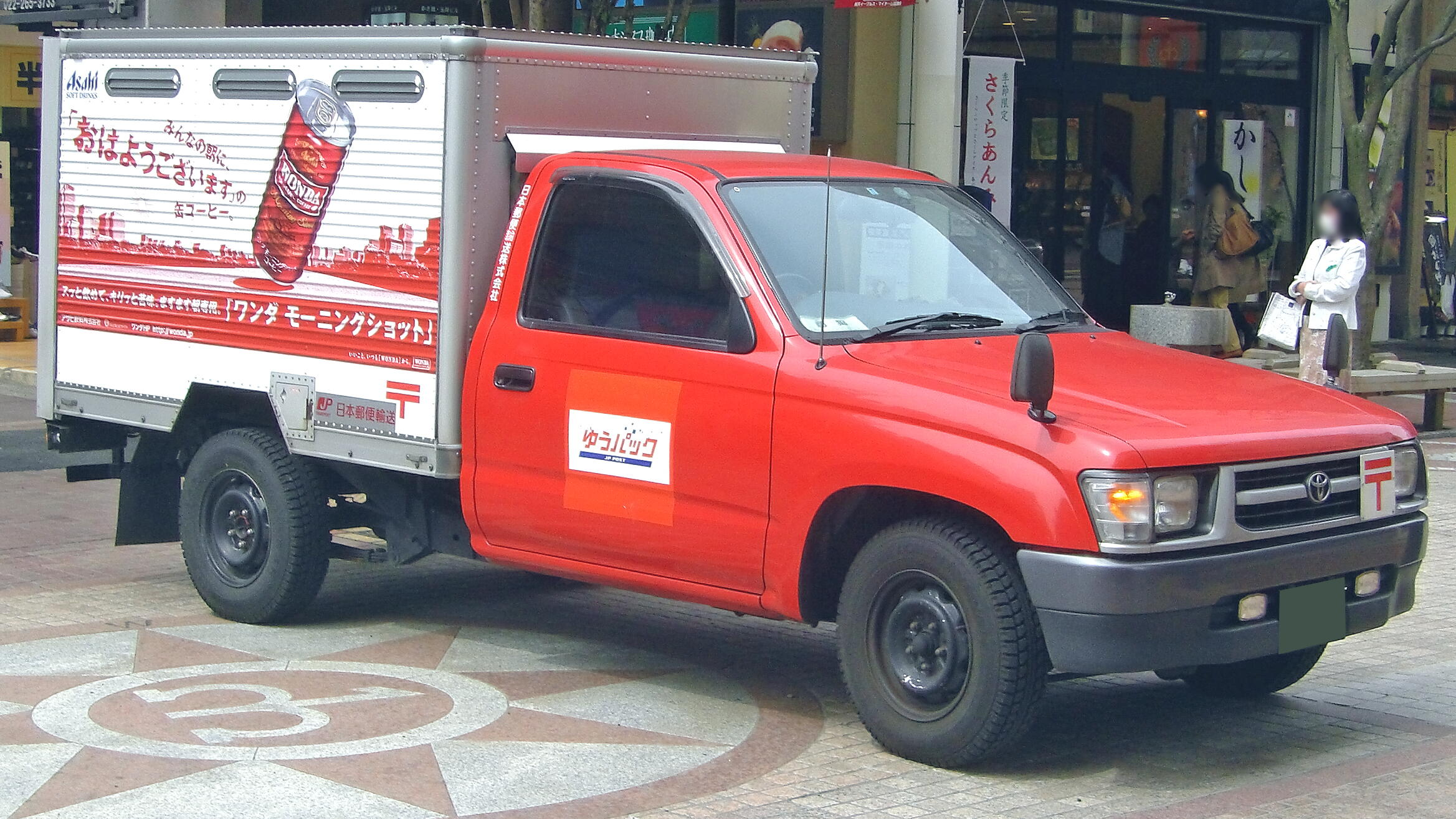
郵便車（ポスト収集用1t車）（2009年）

日本郵便輸送株式会社（にっぽんゆうびんゆそう、英: Japan Post Transport Co., Ltd.）は、東京都港区に本社を置く郵便および郵便物、ゆうパック、ゆうメール等郵便事業に関連する荷物の輸送を主な業務とする運送会社。日本郵政グループに属する企業で、日本郵便の完全子会社である。通称は前身の旧日本郵便逓送の略称に由来する「日逓」（にってい）。英通称は「JP TRANSPORT」。

## 概要
郵便事業株式会社（現・日本郵便）の子会社として2007年11月30日に設立された日本郵便輸送準備株式会社が元となっており、2009年1月1日に現在の社名に変更。同日、日本郵便逓送が日本高速物流をはじめとするファミリー企業13社を合併。2009年2月1日に日本郵便逓送を合併して現在に至る。
事業所数の内訳は支社12、営業所65（2021年11月現在）。 沖縄県には事業所を置いていない。

## 沿革
- 2007年11月30日 - 日本郵便輸送準備株式会社設立。
- 2009年
  - 1月1日 - 日本郵便輸送株式会社に商号を変更。同日、日本郵便逓送がファミリー企業13社を合併。
  - 2月1日 - 日本郵便逓送を合併。

## 子会社
- 東京米油株式会社（石油類販売事業）
  - 日本郵便輸送に対し燃料油や潤滑油等の石油製品を納入する他、東京都内でガソリンスタンドを経営している。「米油（べいゆ）」とは、「アメリカ（米国）からの輸入石油」の意で、「こめ油」ではない。

### 過去に存在した子会社
- ニッテイ物流技術株式会社（自動車整備事業）
  - 日本郵便輸送の各事業所内に営業所（整備工場）を設置し、おもに郵便車の整備を行っていた。日本郵便グループの集配・輸送用車両の整備体制の強化のため、2014年10月1日付で出資持分を日本郵便輸送から親会社の日本郵便に移管して同社の完全子会社に移行し、日本郵便メンテナンス株式会社に改称した[2]。